# Ashley Wilkes
George Ashley Wilkes là một nhân vật hư cấu trong cuốn tiểu thuyết năm 1936 Cuốn theo chiều gió của tác giả Margaret Mitchell và trong bộ phim cùng tên năm 1939. Nhân vật cũng xuất hiện trong cuốn sách năm 1991 Scarlett, phần tiếp theo của Cuốn theo chiều gió của tác giả Alexandra Ripley, và trong Rhett Butler's People của Donald McCaig.
Ashley là người đàn ông mà Scarlett O'Hara theo đuổi hơn 10 năm trong tiểu thuyết. Là một người đàn ông quý phái nhưng hay lưỡng lự, chàng yêu cô chị em họ Melanie nhưng lại bị vẻ đẹp quyến rũ của Scarlett hấp dẫn. Và chính sự lầm tưởng đó mà Scarlett đã vuột mất cơ hội một cuộc sống hạnh phúc với tình yêu thực sự của đời nàng, Rhett Butler.

## Vai trò
Ashley Wilkes sinh ra tại Twelve Oaks, một đồn điền ở quận Clayton, Georgia trước chiến tranh vào khoảng năm 1940. Gia đình chàng là một gia đình có lối sống kì dị, khác biệt hẳn với những đồn điền khác. Họ mãi đứng ngoài cuộc đời để ở bên những mộng mơ của riêng họ cùng sách vở, thi ca và âm nhạc. Vì thế, nhà Wilkes luôn cưới gả con cái với các họ hàng gần như họ Hamilton ở Atlanta, họ Burr ở Macon. Scarlett yêu cái sự mơ màng và xa vắng đó của Ashley những chàng lại đính hôn với cô chị em họ ngọt ngào Melanie khiến nàng vô cùng đau khổ. Trong buổi lễ đính hôn, Scarlett quyết định thổ lộ riêng với Ashley tình yêu của nàng và mong chàng đưa nàng đi trốn. Nhưng Ashley từ chối, để lại Scarlett với trái tim tan nát. Nàng quyết định lấy anh trai Melanie, Charles Hamilton để trả thù. Nội chiến Mỹ bùng nổ. Căm ghét chiến tranh nhưng vì lòng trung thành với tiểu bang, Ashley vẫn gia nhập quân đội. Chàng lên đường 1 tuần sau ngày cưới. Chồng Scarlett cũng tham chiến nhưng chết vì bệnh đậu mùa mà chưa được ra tới chiến trường. Scarlett trở thành goá phụ và đến Atlanta sống cùng Melanie dù rất căm ghét nàng. Vì chiến đấu dũng cảm, Ashley được thăng chức Thiếu tá và có một tuần phép ở Atlanta. Khi chia tay, Ashley đã nhờ Scarlett hứa với nàng một chuyện là chăm sóc Melanie. Scarlett đau khổ nhưng nhận lời. Sau khi Ashley đi, Melanie có thai. Chiến tranh tiếp diễn và Ashley bị địch bắt tống giam ở nhà tù Rock Island, một nơi của bệnh tật và chết chóc. Chỉ cần đầu quân cho Yankee là có cơ hội đến miền Tây và có thể trốn thoát. Nhưng Ashley từ chối. Trong lúc đó, quân Yankee dưới sự thống lĩnh của tướng William T. Sherman đã phong toả Atlanta, Melanie sinh con, đặt tên là Beauregard và Scarlett hộ tống nàng chạy về Tara, cả hai phải trải qua những ngày gian khó. Khi chiến tranh chấm dứt, Ashley trở về Tara, sống dưới sự bao bọc của Scarlett. Twelve Oaks bị tịch biên vì thiếu thuế, nhà cửa bị thiêu rụi, toàn bộ cuộc sống êm đềm và thơ mộng của Ashley bỗng chốc bị chiến tranh cuốn mất, để lại mình chàng ngơ ngác và đau khổ trước thực tế nghiệt ngã. Ashley vẫn không thể nào dứt khỏi bị thu hút bởi Scarlett và sau khi Scarlett tái giá, chàng quyết định lên miền Bắc lập nghiệp và thoát khỏi cái bóng của nàng. Nhưng Scarlett với sự trợ giúp của Melanie, ép Ashley đến Atlanta giúp nàng điều hành trại cưa. Ashley đã cùng Ku Klux Klan trả thù cho Scarlett khi nàng bị tấn công và Frank Kennedy, chồng Scarlett tử nạn. Scarlett lại lấy Rhett Butler, và Ashley có vẻ phản đối cuộc hôn nhân này. Scarlett vì Ashley nên sau khi sinh Bonnie nàng quyết định không ở chung phòng với Rhett nữa khiến Rhett đau đớn và tổn thương nhưng không hề bày tỏ ra ngoài. Rồi Scarlett bị hiểu lầm là ngoại tình với Ashley nhưng Melanie luôn tin và bảo vệ hai người khiến Ashley vô cùng xấu hổ và đau đớn. Cuối cùng, Melanie qua đời vì mang thai. Cái chết của nàng đã sực tỉnh Ashley và Scarlett. Chàng đã yêu Melanie nhưng lại luôn lầm tưởng vì bị lôi cuốn bởi Scarlett. Người phụ nữ duy nhất dành cho chàng và giấc mơ duy nhất không tan vỡ trước thực tế nghiệt ngã của chàng, chính là Melanie. Nhưng nàng đã ra đi mãi mãi, còn lại mình Ashley hiểu ra mọi chuyện khi đã quá muộn.

## Tính cách
Ashley là một trong những người đàn ông quý phái và có tư cách, tài năng tuyệt vời nhất trong xã hội thượng lưu miền Nam trước nội chiến. Chàng không như những chàng trai láng giềng, chàng tỏ ra có tài năng trong mọi lĩnh vực, kể cả uống rượu, đánh bài, cưỡi ngựa nhưng lại tham dự chỉ với một mức độ phải phép. Cuộc sống của chàng vẫn là mộng mơ và sách vở thi ca âm nhạc. Và người duy nhất hiểu chàng là Melanie. 
Ashley là một nhân vật mâu thuẫn. Chàng không đồng tình khi miền Nam li khai nhưng vẫn gia nhập và chiến đấu dũng cảm trong quân đội Hiệp bang. Ashley yêu miền Nam vì cuộc sống bình yên, tĩnh lặng, và những người thân thương ở Twelve Oaks cùng những đồn điền khác, chàng tham chiến để bảo vệ cuộc sống đó. Sau chiến tranh, Ashley đã từng nói với Scarlett rằng nếu cơn gió chiến tranh không tới thổi mọi thứ đi, chàng sẽ dành toàn bộ cuộc đời để sống hạnh phúc tại Twelve Oaks. Ashley có suy nghĩ giống Rhett về chiến tranh nhưng Rhett thực tế hơn và có thể nói thẳng thừng mọi suy nghĩ ra một cách đầy nhạo báng. Khi chiến tranh chấm dứt, Ashley thông minh nên hiểu rằng cuộc sống trong mơ và yên bình của chàng đã tan vỡ, và chàng đang bị đào thải khỏi cuộc đời hỗn loạn này. Điều đó khiến chàng đau khổ vì chàng không thể chống đỡ nổi cơn gió. Rhett hiểu điều đó và thương hại, có khi cả khinh bỉ chàng.

## Chuyển thể
- Trong bộ phim Cuốn theo chiều gió năm 1939, Ashley được thể hiện bởi Leslie Howars